# Casa Hospital (Torroella de Montgrí)
La Casa Hospital és una obra amb elements gòtics i renaixentistes de Torroella de Montgrí (Baix Empordà) inclosa a l'Inventari del Patrimoni Arquitectònic de Catalunya.

## Descripció
És un gran edifici situat al carrer Major, a la cantonada amb el de Pi i Margall, format per planta baixa, pis i golfes, amb coberta de teula a dues vessants, amb el carener paral·lel al carrer Major. La façana principal apareix molt modificada, encara que conserva l'antiga porta d'accés d'arc de mig punt amb grans dovelles de pedra, avui convertida en finestra (l'actual entrada és a la dreta de la façana). L'element més remarcable del conjunt és la finestra amb relleus que representen testes humanes i d'àngels. Cal també fer esment del ràfec de coronament. La façana lateral és de composició més simple, amb obertures allindades.

## Història
Gran casal bastit durant els segles XVI-XVII i molt modificat en èpoques posteriors. A una finestra hi figura l'any 1733.